# Gran Premi d'Itàlia del 1975
Resultats del Gran Premi d'Itàlia de Fórmula 1 de la temporada 1975 disputat al circuit de Monza el 7 de setembre del 1975.

## Resultats
| Pos | No | Pilot              | Equip             | Voltes | Temps/ Retirada       | Pos. de sortida | Punts |
| --- | -- | ------------------ | ----------------- | ------ | --------------------- | --------------- | ----- |
| 1   | 11 | Clay Regazzoni     | Ferrari           | 52     | 1h 22' 42. 6          | 2               | 9     |
| 2   | 1  | Emerson Fittipaldi | McLaren - Ford    | 52     | + 16.6 s              | 3               | 6     |
| 3   | 12 | Niki Lauda         | Ferrari           | 52     | + 23.2 s              | 1               | 4     |
| 4   | 7  | Carlos Reutemann   | Brabham - Ford    | 52     | + 55.1 s              | 7               | 3     |
| 5   | 24 | James Hunt         | Hesketh - Ford    | 52     | + 57.1 s              | 8               | 2     |
| 6   | 16 | Tom Pryce          | Shadow - Ford     | 52     | + 1' 15.9 min.        | 14              | 1     |
| 7   | 4  | Patrick Depailler  | Tyrrell - Ford    | 51     | + 1 Volta             | 12              |       |
| 8   | 3  | Jody Scheckter     | Tyrrell - Ford    | 51     | + 1 Volta             | 4               |       |
| 9   | 34 | Harald Ertl        | Hesketh - Ford    | 51     | + 1 Volta             | 17              |       |
| 10  | 25 | Brett Lunger       | Hesketh - Ford    | 50     | + 2 Voltes            | 21              |       |
| 11  | 30 | Arturo Merzario    | Fittipaldi - Ford | 48     | + 4 Voltes            | 26              |       |
| 12  | 32 | Chris Amon         | Ensign - Ford     | 48     | + 4 Voltes            | 19              |       |
| 13  | 6  | Jim Crawford       | Lotus - Ford      | 46     | + 6 Voltes            | 25              |       |
| 14  | 20 | Renzo Zorzi        | Williams - Ford   | 46     | + 6 Voltes            | 22              |       |
| Ret | 17 | Jean-Pierre Jarier | Shadow - Matra    | 32     | Bomba del combustible | 13              |       |
| Ret | 29 | Lella Lombardi     | March - Ford      | 21     | Accident              | 24              |       |
| Ret | 10 | Hans Joachim Stuck | March - Ford      | 15     | Accident              | 16              |       |
| Ret | 21 | Jacques Laffite    | Williams - Ford   | 7      | Caixa canvi           | 18              |       |
| Ret | 8  | Carlos Pace        | Brabham - Ford    | 6      | Accelerador           | 10              |       |
| Ret | 22 | Rolf Stommelen     | Hill - Ford       | 3      | Accident              | 23              |       |
| Ret | 2  | Jochen Mass        | McLaren - Ford    | 2      | Accident              | 5               |       |
| Ret | 5  | Ronnie Peterson    | Lotus - Ford      | 1      | Motor                 | 11              |       |
| Ret | 23 | Tony Brise         | Hill - Ford       | 1      | Accident              | 6               |       |
| Ret | 27 | Mario Andretti     | Parnelli - Ford   | 1      | Accident              | 15              |       |
| Ret | 9  | Vittorio Brambilla | March - Ford      | 1      | Embragatge            | 9               |       |
| Ret | 14 | Bob Evans          | BRM               | 0      | Part elèctrica        | 20              |       |
| NVQ | 31 | Roelof Wunderink   | Ensign - Ford     |        |                       |                 |       |
| NVQ | 35 | Tony Trimmer       | Maki - Ford       |        |                       |                 |       |

## Altres
- Pole: Niki Lauda 1' 32. 24

- Volta ràpida: Clay Regazzoni 1' 33. 1 (a la volta 47)